# 香港亞洲電影投資會
香港亞洲電影投資會（英語：Hong Kong - Asia Film Financing Forum，簡稱：HAF）是創立於2000年提供電影融資平台。由創意香港、電影發展基金資助，每年春季与香港國際影視展、亞洲電影大獎同期舉辦，是香港影視娛樂博覽组成部分。

## 獎項
- HAF劇情片大獎[2]
  - 由創意香港、香港電影發展基金及香港亞洲電影投資會贊助
  - 兩項現金大獎，每項價值100,000港元
- HAF紀錄片大獎
  - 由創意香港、香港電影發展基金及香港亞洲電影投資會贊助
  - 兩項現金大獎，每項價值100,000港元
- 烏甸尼Focus Asia大獎
  - 由烏甸尼遠東國際電影節贊助
  - 非現金大獎，價值7,000歐元
- 北京先力電影計劃大獎
  - 由北京先力電影器材集團贊助
  - 非現金大獎，價值150,000萬人民幣
- White Light後期製作大獎
  - 由White Light Studio贊助
  - 獎項價值：兩項非現金大獎，每項價值15,000美元

## 外部連結
- 香港亞洲電影投資會 （页面存档备份，存于）